# Funny River
Funny River és una concentració de població designada pel cens dels Estats Units a l'estat d'Alaska. Segons el cens del 2000 tenia 636 habitants.

## Demografia
Segons el cens del 2000, Funny River tenia 636 habitants, 278 habitatges, i 182 famílies La densitat de població era de 9 habitants/km².
Dels 278 habitatges en un 22,3% hi vivien nens de menys de 18 anys, en un 57,9% hi vivien parelles casades, en un 3,6% dones solteres, i en un 34,5% no eren unitats familiars. En el 25,9% dels habitatges hi vivien persones soles el 4,7% de les quals corresponia a persones de 65 anys o més que vivien soles. El nombre mitjà de persones vivint en cada habitatge era de 2,29 i el nombre mitjà de persones que vivien en cada família era de 2,8.
Per edats la població es repartia de la següent manera: un 20,1% tenia menys de 18 anys, un 3,8% entre 18 i 24, un 25,9% entre 25 i 44, un 38,7% de 45 a 60 i un 11,5% 65 anys o més.
L'edat mediana era de 45 anys. Per cada 100 dones hi havia 114,9 homes. Per cada 100 dones de 18 o més anys hi havia 119,9 homes.
La renda mediana per habitatge era de 43.047 $ i la renda mediana per família de 51.518 $. Els homes tenien una renda mediana de 29.821 $ mentre que les dones 21.875 $. La renda per capita de la població era de 22.648 $. Aproximadament el 3,2% de les famílies i el 3,5% de la població estaven per davall del llindar de pobresa.

## Poblacions properes
El següent diagrama mostra les poblacions més properes.